# بضائع محظورة

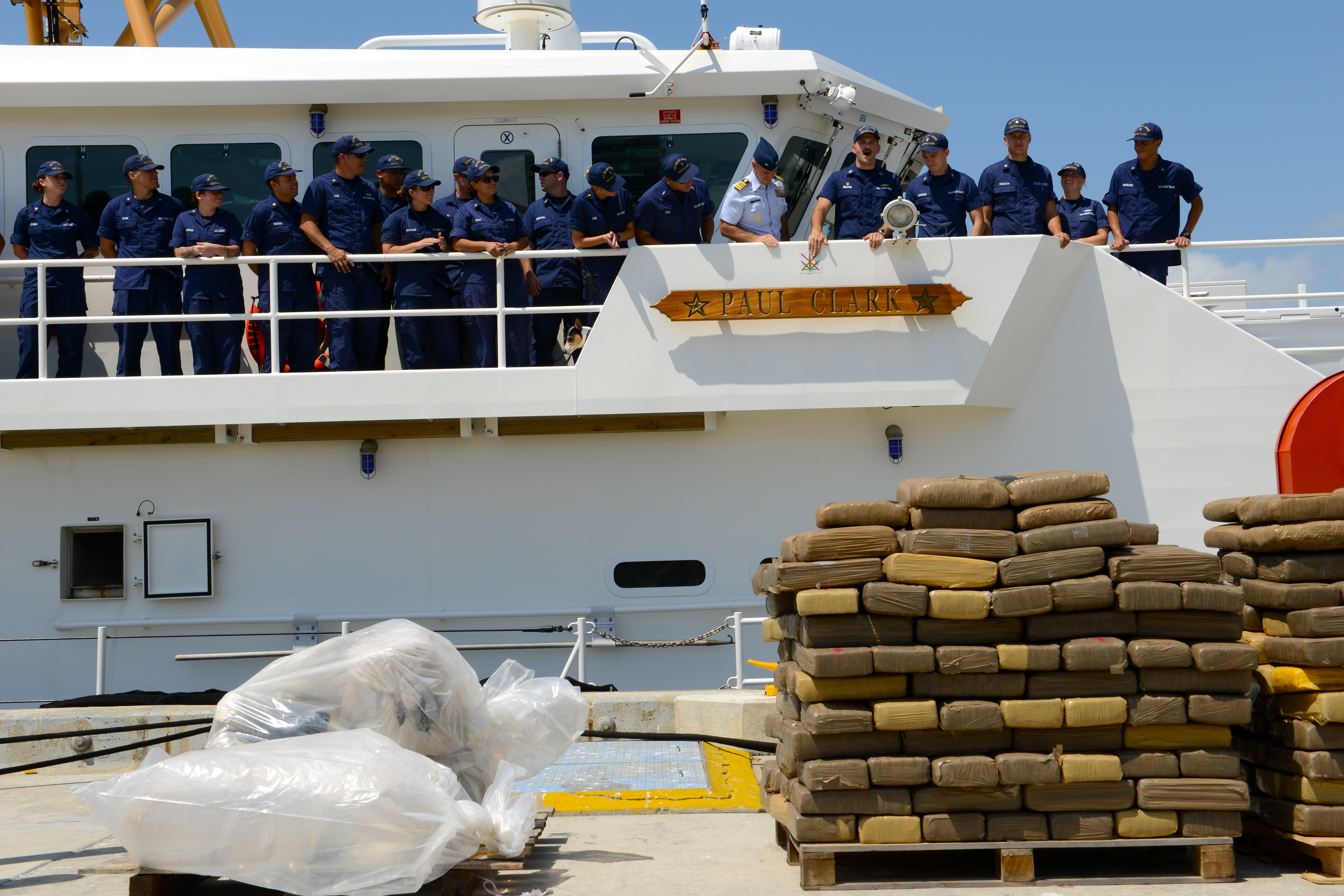

البضائع المحظورة، مذكورة في اللغة الإنجليزية منذ 1529، مأخوذة من اللغة الفرنسية في القرون الوسطى contrebande «تهريب»، ويقصد بها أي عنصر، يكون بطبيعته، من غير القانوني امتلاكه أو بيعه. يستخدم المصطلح لوصف البضائع التي تعتبر بطبيعتها خطرة جدًا أو مسيئة في نظر المشرّع -وتسمّى المحظورة بذاتها- والممنوعة.
يشير ما يسمى «مشتقات البضائع المحظورة» إلى البضائع التي يمكن امتلاكها في طبيعة الحال، ولكنها تُضبط لأنها استُخدمت في ارتكاب فعل غير قانوني، فأصبحت غير قانونية، كالبضائع المهربة، والبضائع المسروقة؛ المشاركة عن عمد في تجارتها جريمة في حد ذاتها، تسمى بيع المسروقات.

## قانون النزاع المسلح
في القانون الدولي، تعني «البضائع المحظورة» البضائع التي ستصل في النهاية إلى أراضٍ تخضع لسيطرة العدو وربما تستخدم في النزاع المسلح. تقليديًا، تصنف البضائع المحظورة في فئتين، المحظورة المطلقة والمحظورة الشرطية. تشمل الفئة الأولى الأسلحة والذخائر ومواد مختلفة، مثل المواد الكيميائية وأنواع معينة من الآلات التي يمكن استخدامها مباشرة في الأعمال القتالية أو تحويلها إلى أدوات حرب.
تتكون البضائع المحظورة الشرطية، التي كانت تُعرف سابقًا باسم المحظورة العَرَضية، من مواد مثل المواد الغذائية وأعلاف الماشية. البضائع من هذا النوع، التي يفترض أنها بريئة في طابعها، تخضع للمصادرة إذا رأى الطرف الذي استولى عليها، أنها موجهة إلى القوات المسلحة للعدو بدلًا من المدنيين. في الاتفاقيات السابقة بين الدول، صُنفت بعض السلع الأخرى، ومنها الصابون والورق والساعات والمجوهرات والآلات الزراعية، على أنها غير محظورة، لكن التمييز بينهما أثبت أنه غير مجدٍ من الناحية العملية.
في ظروف الحرب الحديثة، التي أصبح فيها النزاع المسلح صراعًا يشارك فيه مجموع السكان في الدول المتحاربة، تُصنف كل السلع تقريبًا من قبل المتحاربين على أنها محظورة مطلقة.

## الحرب الأهلية الأمريكية والمستعبدون
خلال الحرب الأهلية الأمريكية، أُعلن أن العبيد الذين يعودون إلى الكونفدرالية الذين لجأوا إلى معسكرات الاتحاد أو الذين يعيشون في المناطق التي تقع تحت سيطرة الاتحاد من «محظورات الحرب». عُبر عن هذه السياسة لأول مرة من قبل الجنرال بنجامين إف. بتلر في عام 1861، عرف هذا لاحقًا باسم «مبدأ فورت مونرو»، الذي أنشئ في هامبتون بفرجينيا. بنهاية الحرب، أقام الاتحاد 100 معسكر للعبيد المحظورين في الجنوب، وطورت مستعمرة جزيرة رونوك للمحررين (1863-1867) لتكون مستعمرة مكتفية ذاتيًا. عمل الكثير من البالغين المحررين مقابل أجر لصالح الجيش في مثل هذه المعسكرات، وعُيّن المعلمون من الشمال ليعملوا في مدارسهم من قبل الجمعية التبشيرية الأمريكية، وجُند الآلاف من المحررين في مثل هذه المعسكرات في القوات الملونة للولايات المتحدة للقتال مع الاتحاد ضد الكونفدرالية.

## المعاهدات
أُبرمت الكثير من الاتفاقيات بين الدول لتعريف البضائع المحظورة. في وقت الحرب، انتهكت الدول المعنية الاتفاقيات دومًا، وصاغت تعاريفها الخاصة تبعًا لما تمليه ثروات الحرب. وضع إعلان لندن، الذي صيغ في المؤتمر البحري في لندن في 1908-1909 وأصبح ساريًا جزئيًا من قبل معظم الدول الأوروبية البحرية مع اندلاع الحرب العالمية الأولى، تصنيفات شاملة للمحظورات المطلقة والشرطية. مع تقدم الحرب، نقّحت قوائم المواد في كل فئة باستمرار من قبل مختلف المتحاربين على الرغم من احتجاجات القوى المحايدة المشاركة في التجارة. بحلول عام 1916، شملت قائمة البضائع المحظورة الشرطية جميع البضائع المنقولة عن طريق المياه. بعد ذلك، طوال فترة الحرب العالمية الأولى، عوملت جميع البضائع التي كانت في طريقها إلى دولة معادية على أنها محظورة من قبل الطرف المعترض، بغض النظر عن طبيعة الشحنة. كانت السياسة مماثلة في أوائل الحرب العالمية الثانية.

## الدول المحايدة
بموجب القانون الدولي، يحق لمواطني الدول المحايدة ممارسة التجارة، على مسؤوليتهم الخاصة، مع إحدى الدول المتحاربة أو جميعها. لا يُفرض أي واجب على الحكومة المحايدة لكبح تجارة البضائع المحظورة، ولكن لا يحق لأي حكومة محايدة أن تتدخل نيابة عن المواطنين الذين استُولي على ممتلكاتهم من قبل أحد الأطراف المتحاربة إذا كانت في طريقها إلى طرف عدو. تتمثل العقوبة التي يفرضها المتحاربون تقليديًا على الناقلين المحايدين المتورطين في حركة تجارية مع العدو في مصادرة البضائع. بموجب إعلان لندن، وُسعت العقوبة لتشمل إدانة السفينة الناقلة إذا كان أكثر من نصف الشحنة بضائع محظورة. حق الدول المتحاربة في إغراق السفن المحايدة التي تنقل البضائع المحظورة غير معترف به في القانون الدولي، ولكن هذه الممارسة بدأتها ألمانيا في الحرب العالمية الأولى وكثيرًا ما لجأت إليها دول المحور في الحرب العالمية الثانية.